# Гамильтон Тайгер-Кэтс
Гамильтон Тайгер-Кэтс — профессиональная команда, играющая в канадский футбол и выступающая в Восточном дивизионе Канадской футбольной лиги. Клуб образовался в 1950 году в результате слияния «Гамильтон Тайгерз» и «Гамильтон Уайлдкэтс». Базируется в городе Гамильтон, Онтарио, Канада. Домашние игры проводит на Стадионе Тим Хортонс.
После слияния двух команд в 1950 году, клуб восемь раз выигрывал Кубок Грея, последний из которых он получил в 1999 году. Все Кубки Грея, выигранные командами до объединения, «Тайгер-Кэтс» также считают частью истории клуба, таким образом за свою историю клуб выиграл 15 Кубков Грея («Гамильтон Тайгерз» — 5, «Гамильтон Флайинг Уайлдкэтс» — 1 и «Гамильтон Алертс» — 1). Однако КФЛ не признает, что все эти победы одержаны одним клубом.
За первые 40 лет существования, «Тайгер-Кэтс» не проходили в игры плей-офф всего 3 раза и выиграли 7 Кубков Грея. Начиная с 1990-х годов команда не выходила в плей-офф 10 раз и лишь в 1999 году смогла выиграть Кубок Грея. Наихудшим сезоном для клуба стал 2003 год, когда «Тайгер-Кэтс» проиграли 17 раз, одержав всего одну победу в сезоне.